# Petra Lämmel
Petra Lämmel (* 14. Januar 1974 in Berlin) ist eine ehemalige deutsche Schauspielerin, die als Kind Hauptdarstellerin in einem erfolgreichen deutschen Kinderfilm war.

## Leben
Petra Lämmel wuchs in Ost-Berlin mit einem zwölf Jahre älteren Bruder auf. Aus der ersten Ehe des Vaters, der als Dozent an der 
Akademie für ärztliche Fortbildung tätig war, stammten drei weitere, ältere Kinder. Lämmels Mutter arbeitete im DDR-Verkehrsministerium.
Kurz nach Ende der 1. Klasse wurde Lämmel von Regisseur Helmut Dziuba entdeckt und als Sabine Kleist in seinem DEFA-Kinderfilm Sabine Kleist, 7 Jahre… besetzt. Die Kritik lobte Lämmel für ihr „erstaunlich… nuancenreiche[s] Spiel“. Für ihre Darstellung wurde sie beim Internationalen Filmfestival in Moskau 1983 als beste Kinderdarstellerin ausgezeichnet. Das erneute Angebot für eine Zusammenarbeit an Dziubas Verbotene Liebe (1990) lehnte die damals 14-Jährige ab.
Petra Lämmel spielte nur in diesem einen Film mit. Nach Ende der Schulzeit ließ sie sich zunächst als Erzieherin ausbilden und ist heute als Zahntechnikerin tätig. Lämmel lebt in Berlin und ist Mutter eines Sohnes. Sie nahm in der Vergangenheit immer wieder an Diskussion über Sabine Kleist, 7 Jahre… teil.

## Filmografie
- 1982: Sabine Kleist, 7 Jahre…